# Ronny Dietrich
Ronny Dietrich (* 1956 in Frankfurt am Main) ist eine deutsche Dramaturgin.

## Leben
Dietrich erhielt eine Ausbildung auf verschiedenen Instrumenten und studierte Musikwissenschaft in ihrer Heimatstadt. Seit 1981 ist sie als Dramaturgin tätig, zunächst im Konzertbereich an der Alten Oper Frankfurt und am Wiener Konzerthaus, dann als Operndramaturgin in Kiel. Von 1993 bis 2012 war sie Dramaturgin am Opernhaus Zürich in leitender Funktion. Unter anderem arbeitete sie mit Sven-Eric Bechtolf, Jürgen Flimm und Claus Guth – mit dem sie auch am Theater an der Wien, bei den Salzburger Festspielen und am Gran Teatre del Liceu Barcelona gastierte – sowie mit Jens-Daniel Herzog und Martin Kušej zusammen. Von 2012 bis 2016 leitete Ronny Dietrich die Abteilungen Dramaturgie und Publikationen der Salzburger Festspiele. Seit 2017 ist sie freiberuflich tätig. Seither hatte sie unter anderem Einladungen an das Glyndebourne Festival (La Clemenza di Tito, Regie Claus Guth) und an das Theater an der Wien (Orlando, Regie Claus Guth). Außerdem hat sie verschiedene Lehraufträge an der Universität Mozarteum in Salzburg, wo sie lebt.

## Werke
- gemeinsam mit Winfried Kirsch: Jacques Offenbach – Komponist und Weltbürger. Universität Frankfurt am Main: Musikwissenschaftliches Institut. Offenbach am Main (Schott) 1985, 299 Seiten